# Gaël Danic
Gaël Danic (ur. 19 listopada 1981 w Vannes) – francuski piłkarz grający na pozycji pomocnika w SC Bastia.

## Kariera klubowa
Danic profesjonalną karierę piłkarską zaczynał w sezonie 2000/2001. Grał wówczas w Stade Rennais. W Ligue 1 zadebiutował osiem dni przed swoimi 19. urodzinami - 11 listopada 2000 roku w zremisowanym 1:1 meczu z Toulouse FC. W Les Rouges et Noirs był tylko rezerwowym graczem co spowodowało, że przed sezonem 2002/2003 przeszedł na zasadzie wypożyczenia do występującego również we francuskiej ekstraklasie En Avant Guingamp. Latem 2003 roku wrócił do Rennes, jednak od razu został sprzedany do Grenoble Foot 38, gdzie stał się podstawowym zawodnikiem i jednym z najważniejszych graczy zespołu. Po dwóch sezonach spędzonych w klubie ze Stade des Alpes, Danic został sprzedany do Troyes AC. W nowym klubie francuski piłkarz nie potrafił się odnaleźć i większość meczów oglądał z ławki rezerwowych. W zimowym okienku transferowym zawodnik został wypożyczony na pół roku do FC Lorient. W Les Merlus Danic wrócił do dawnej formy, co spowodowało, że po powrocie do Troyes coraz częściej dostawał szansę gry w pierwszym składzie. Zawodnik wykorzystał to doskonale i po kilku meczach stał się czołowym graczem Troyes. W sezonie 2007/2008 Danic wystąpił we wszystkich 38 ligowych spotkaniach, grając w każdym meczu od pierwszej minuty. Przed sezonem 2008/2009 piłkarz podpisał kontrakt z Valenciennes FC. W Les Athéniens zadebiutował 9 sierpnia 2008 roku w meczu z AS Saint-Étienne. W tym spotkaniu zdobył również pierwszego gola dla swojej drużyny.
17 czerwca 2013 podpisał kontrakt z Olympique Lyon. W 2015 odszedł do SC Bastia.
| Sezon   | Klub                     | Kraj    | Rozgrywki  | Mecze | Bramki | Rozgrywki Europy                    | Mecze | Bramki |
| ------- | ------------------------ | ------- | ---------- | ----- | ------ | ----------------------------------- | ----- | ------ |
| 2000/01 | Stade Rennais            | Francja | Division 1 | 10    | 0      | -                                   | -     | -      |
| 2001/02 | Stade Rennais            | Francja | Division 1 | 12    | 0      | Liga Europy UEFA                    | 2     | 0      |
| 2002/03 | En Avant Guingamp (wyp.) | Francja | Ligue 1    | 18    | 0      | -                                   | -     | -      |
| 2003/04 | Grenoble Foot 38         | Francja | Ligue 2    | 34    | 5      | -                                   | -     | -      |
| 2004/05 | Grenoble Foot 38         | Francja | Ligue 2    | 35    | 9      | -                                   | -     | -      |
| 2005/06 | Troyes AC                | Francja | Ligue 1    | 11    | 0      | -                                   | -     | -      |
| 2005/06 | FC Lorient (wyp.)        | Francja | Ligue 2    | 14    | 1      | -                                   | -     | -      |
| 2006/07 | Troyes AC                | Francja | Ligue 1    | 32    | 5      | -                                   | -     | -      |
| 2007/08 | Troyes AC                | Francja | Ligue 2    | 38    | 5      | -                                   | -     | -      |
| 2008/09 | Valenciennes FC          | Francja | Ligue 1    | 36    | 4      | -                                   | -     | -      |
| 2009/10 | Valenciennes FC          | Francja | Ligue 2    | 29    | 2      | -                                   | -     | -      |
| 2010/11 | Valenciennes FC          | Francja | Ligue 2    | 36    | 9      | -                                   | -     | -      |
| 2011/12 | Valenciennes FC          | Francja | Ligue 1    | 34    | 7      | -                                   | -     | -      |
| 2012/13 | Valenciennes FC          | Francja | Ligue 1    | 31    | 5      | -                                   | -     | -      |
| 2013/14 | Olympique Lyon           | Francja | Ligue 1    | 10    | 0      | Liga Mistrzów UEFA Liga Europy UEFA | 3 5ɖ  | 0 0    |
| 2014/15 | Olympique Lyon           | Francja | Ligue 1    | 1     | 0      | Liga Europy UEFA                    | 1     | 0      |
| 2014/15 | SC Bastia                | Francja | Ligue 1    | 15    | 1      | -                                   | -     | -      |
| 2015/16 | SC Bastia                | Francja | Ligue 1    | 37    | 5      | -                                   | -     | -      |

Stan na: koniec sezonu 2015/2016.